# Ladislav Frej

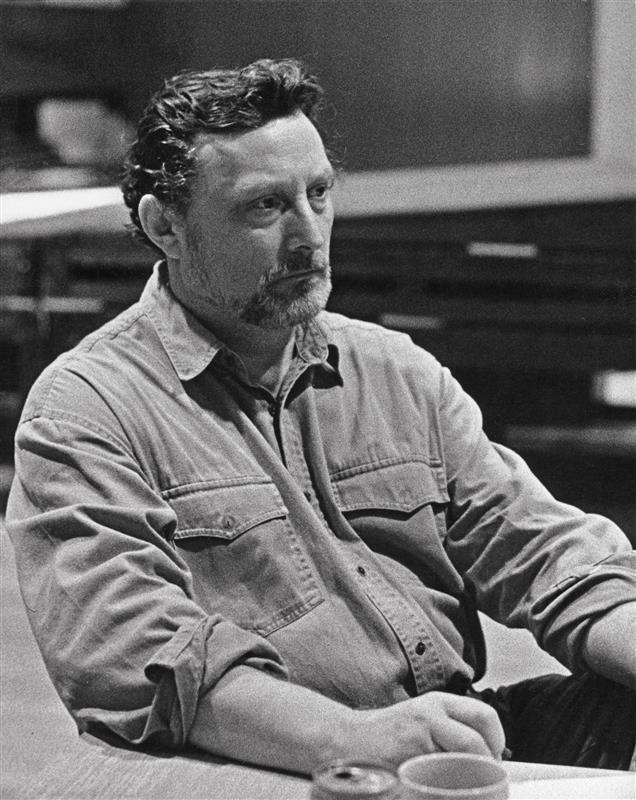
Ladislav Frej

Ladislav Frej (* 26. November 1941 in Brünn) ist ein tschechischer Schauspieler und Synchronsprecher.

## Leben
Frej spielte bereits als Jugendlicher gern Theater, sang im Chor und spielte Geige. Seine erste Anstellung hatte er im Theater in Brno, danach in Pardubice und Ostrava. Seit 1970 arbeitet er dauerhaft in Prag. Neben dem Theater arbeitet er auch für Film und Fernsehen. So wurde er als Sohn des Chefarztes in der TV-Reihe Das Krankenhaus am Rande der Stadt ab 1977/78 international bekannt. Ferner übernahm er die Hauptrolle in der Serie Bezirksverwaltung der „K“ Prag.

## Filmografie
- 1965: Eine ungewöhnliche Klasse (Neobycejná trída)
- 1972: Das Geheimnis des großen Erzählers (Tajemství velikeho vypravece)
- 1973: Die Tage des Verrats (Dny zrady)
- 1978: Die Frau hinter dem Ladentisch (Zena za pultem) (Fernsehserie)
- 1978–1981: Das Krankenhaus am Rande der Stadt (Nemocnice na kraji mesta) (Fernsehserie)
- 1980: Männer weinen doch nicht (Chlapi prece neplácou)
- 1981: Das Mädchen mit der Muschel (Dívka s muslí)
- 1981: Meine Ferien mit Großvater (Za trnkovym kerem)
- 1982–1986: Bezirksverwaltung der „K“ Prag (Malý pitaval z velkého mesta) (Fernsehserie)
- 2003: Das Krankenhaus am Rande der Stadt – 20 Jahre später (Nemocnice na kraji mesta po dvaceti letech)
- 2008: Der Rote Baron